# Peter Flinsch
Peter Flinsch, né le 22 avril 1920 à Leipzig et décédé le 30 mars 2010 à Montréal, est un peintre et dessinateur germano-québécois. Il est connu comme dessinateur au studio de la télévision de Radio-Canada. Il est considéré comme un pionnier de l'art gai des années d'après guerre.

## Biographie
Peter Flinsch provient d’une famille bourgeoise allemande œuvrant dans l’industrie bancaire et papetière. Il est le petit-fils de l’historien et critique d’art allemand Ulrich Thieme.
Durant la période nazie, comme de nombreux jeunes Allemands, Flinsch rejoint les Jeunesses hitlériennes et entre au cours de la Deuxième Guerre mondiale dans une unité d'artillerie anti-aérienne de la Luftwaffe. Aperçu en 1942, à des festivités de Noël, embrassant un autre homme, il est dénoncé en vertu du paragraphe 175 du Code pénal allemand. Il est condamné par la Cour martiale à servir dans une unité disciplinaire de déminage, où, surmené, sous-alimenté et maltraité par ses collègues, il contracte une malaria.
Après la guerre, alors que sa famille est ruinée, Flinsch débute en 1945 comme peintre de scénographie à Leipzig dans la zone d'occupation soviétique, où il peint des portraits monumentaux de Karl Marx et autres figures emblématiques du soviétisme, ainsi qu'à Berlin. Il est ensuite dessinateur d’intérieur aux bureaux d’Air France à Munich. En 1950, il s'établit à Paris, qu'il a connu avant la Guerre.
En 1953, il émigre à Vancouver en Colombie-Britannique, où il vit de nouveau avec son compagnon et ami Heino Heiden, qui est alors directeur artistique et chorégraphe de la Vancouver Ballet Company. Flinsch s’établit finalement à Montréal, pour travailler à la télévision de Radio Canada, où il œuvre plus de 30 ans. Il y crée des décors d'émissions pour enfants, d'opéras, de pièces de théâtre, de téléromans et d'émissions variétés. Flinsch reçoit en 1981 le prix Anik pour le meilleur design de télévision pour l’émission L’Espion aux yeux verts. Après avoir pris sa retraite de Radio Canada en 1985, il commence à exposer ses propres œuvres, principalement du dessin, de la peinture et de la sculpture.
Peter Flinsch aurait fait quelque 20 000 à 25 000 dessins. Son œuvre, qui s'étend sur plus de 50 ans, s'inscrit dans un style personnel s'inspirant de la tradition de l'expressionnisme allemand. En 1998, un ami lui suggère d’afficher son art sur Internet. D’abord réticent à l’idée, il se publie néanmoins sur le web. Il est alors contacté par de purs étrangers intéressés par ses œuvres ou par son histoire personnelle. Il expose dans différentes galeries, notamment à la Galerie dentaire à Montréal, à la Leslie-Lohman Gay Art Foundation à New York et à la Hochhuth Galerie à Hambourg. Ses dessins, peintures et sculptures présentent un détail soigné du corps masculin en faisant des icônes gaies, contrastant avec l'absence de repère permettant d'identifier les espaces à forte connotation sociologique sexuelle du Village gai de Montréal, où Flinsch déniche ses sujets.
Il meurt à Montréal en 2010 à l’âge de 89 ans.